# Musca clauata
Musca clauata är en tvåvingeart som först beskrevs av Fabricius 1787.  Musca clauata ingår i släktet Musca, ordningen tvåvingar, klassen egentliga insekter, fylumet leddjur och riket djur.
Artens utbredningsområde är Tyskland. Inga underarter finns listade i Catalogue of Life.